# Toxorhina (Ceratocheilus) inobsepta
Toxorhina (Ceratocheilus) inobsepta is een tweevleugelige uit de familie steltmuggen (Limoniidae). De soort komt voor in het Australaziatisch gebied.